# Sneads Ferry
Sneads Ferry és una concentració de població designada pel cens dels Estats Units a l'estat de Carolina del Nord. Segons el cens del 2007 tenia 2.428 habitants.

## Demografia
Segons el cens del 2000, Sneads Ferry tenia 2.248 habitants, 960 habitatges i 650 famílies. La densitat de població era de 230,8 habitants per km².
Dels 960 habitatges en un 24,6% hi vivien nens de menys de 18 anys, en un 55,1% hi vivien parelles casades, en un 8,2% dones solteres, i en un 32,2% no eren unitats familiars. En el 26,8% dels habitatges hi vivien persones soles el 8,8% de les quals corresponia a persones de 65 anys o més que vivien soles. El nombre mitjà de persones vivint en cada habitatge era de 2,34 i el nombre mitjà de persones que vivien en cada família era de 2,78.
Per edats la població es repartia de la següent manera: un 20,7% tenia menys de 18 anys, un 9,4% entre 18 i 24, un 29,5% entre 25 i 44, un 25,6% de 45 a 60 i un 14,8% 65 anys o més.
L'edat mediana era de 37 anys. Per cada 100 dones de 18 o més anys hi havia 102 homes.
La renda mediana per habitatge era de 34.509 $ i la renda mediana per família de 37.765 $. Els homes tenien una renda mediana de 30.625 $ mentre que les dones 28.542 $. La renda per capita de la població era de 16.355 $. Entorn de l'11,7% de les famílies i el 13,5% de la població estaven per davall del llindar de pobresa.

## Poblacions més properes
El següent diagrama mostra les poblacions més properes.